# Joseph Garang
Aquest article és sobre Joseph Garang i no sobre John Garang, fundador de l'Exèrcit Popular d'Alliberament del Sudan
Joseph Garang (mort el 28 de juliol de 1971) fou un polític sudanès, originari de Jaden al sud, membre del Partit Comunista del Sudan. Segons Garang el problema del sud no era religiós ni ètnic sinó econòmic. Va tenir activitat pública al partit del 1964 al 1969 durant el període democràtic. Després del cop d'estat del 25 de maig de 1969 que va portar al poder a Gaafar al-Numeiry, fou cridat al govern l'octubre de 1969 i fou ministre d'Afers del Sud en el segon gabinet, el primer dirigit pel mateix Nimeiry. Va prometre grans inversions al sud que es van executar el 1970. Exercia encara el càrrec quan es va produir el cop d'estat de 19 de juliol de 1971 que fou sufocat el 22 de juliol següent. Aquell mateix dia fou detingut i jutjat després, sent declarat culpable de conspiració i executat el 28 de juliol de 1971, sent un dels tres civils que foren executats després del cop.